# NGC 7558
NGC 7558 este o galaxie situată în constelația Pegas. A fost descoperită în 3 noiembrie 1864 de către Albert Marth.